# Jovem Pan News Brasília
Jovem Pan News Brasília, anteriormente conhecida como Jovem Pan Brasil, é uma emissora de rádio brasileira, com sede em Brasília, no Distrito Federal, que pertence ao Grupo Jovem Pan. A emissora faz parte da rede Jovem Pan News e opera em onda média (AM) na frequência de 750 kHz.

## História
Entre 1962 e 2000, a frequência pertencia ao Sistema Globo de Rádio (empresa do Grupo Globo) e abrigou as rádios Alvorada, Globo e CBN. Em 2000, o Sistema Globo de Rádio vendeu a concessão da frequencia em AM da CBN na capital para o Grupo Jovem Pan, assim a frequência se tornou retransmissora da matriz paulistana.
Em setembro de 2013 passou a ser transmitida em 107.9 MHz FM.
Em 2014 a frequência 107.9 deixou a programação da rede Jovem Pan e deu lugar a emissora de rádio evangélica Fonte FM.
Em outubro de 2017 a emissora voltou a ser transmitida na frequência de 107.9 FM após 3 anos. A frequência FM é conhecida como Jovem Pan News Águas Lindas de Goiás. A parceria na faixa FM durou até dezembro de 2019, quando foi substituída pela Cerrado FM.
Em 2021 a emissora volta ser retransmida na frequência de 107.9 FM no lugar da Cerrado FM.
Em 7 de setembro de 2023, a frequência 107.9 FM dá lugar ao retorno da Classic Pan.